# エクセレント・カンパニー
『エクセレント・カンパニー』とは、トム・ピーターズとロバート・ウォーターマンによって書かれ、大前研一によって邦訳されたビジネス書。および、そこで提起された理想的な企業のあり方。1983年、講談社から刊行され、2003年、英治出版から復刊した。

## 内容
出版当時、マッキンゼーのコンサルタントだった彼らが、「超優良企業」と見なしたいくつかの企業の共通項を抽出したところ、次のようになった。
1. 行動の重視
2. 顧客に密着する
3. 自主性と企業家精神
4. ひとを通じての生産性向上
5. 価値観に基づく実践
6. 基軸事業から離れない
7. 単純な組織・小さな本社
8. 厳しさと緩やかさの両面を同じに持つ

## 当時、超優良と見なされた企業
- IBM
- GE
- ウォルマート